# Haltérophilie aux Jeux olympiques d'été de 2012 - Moins de 53 kg femmes
Navigation
Pékin 2008 Rio de Janeiro 2016
L'épreuve des moins de 53 kg en haltérophilie des Jeux olympiques d'été de 2012 a lieu le 29 juillet dans le ExCeL de Londres.

## Médaillés
| Or            | Argent          | Bronze          |
| Hsu Shu-ching | Citra Febrianti | Iuliia Paratova |

## Calendrier
Toutes les heures sont en British Summer Time (UTC+1).
| Date                     | Heure           | Tour              |
| ------------------------ | --------------- | ----------------- |
| Dimanche 29 juillet 2012 | 12 h 30 15 h 30 | Groupe B Groupe A |

## Résultats
| Rang                                | Athlète               | Pays                      | Groupe | Poids | Arraché (kg) | Arraché (kg) | Arraché (kg) | Arraché (kg) | Épaulé-jeté (kg) | Épaulé-jeté (kg) | Épaulé-jeté (kg) | Épaulé-jeté (kg) | Total |
| Rang                                | Athlète               | Pays                      | Groupe | Poids | 1            | 2            | 3            | Résultat     | 1                | 2                | 3                | Résultat         | Total |
| ----------------------------------- | --------------------- | ------------------------- | ------ | ----- | ------------ | ------------ | ------------ | ------------ | ---------------- | ---------------- | ---------------- | ---------------- | ----- |
| Médaille d'or, Jeux olympiques      | Hsu Shu-ching         | Taipei chinois            | A      | 52.41 | 91           | 94           | 96           | 96           | 120              | 123              | 123              | 123              | 219   |
| Médaille d'argent, Jeux olympiques  | Citra Febrianti       | Indonésie                 | A      | 52.53 | 88           | 91           | 94           | 91           | 108              | 112              | 115              | 115              | 206   |
| Médaille de bronze, Jeux olympiques | Iuliia Paratova       | Ukraine                   | A      | 52.43 | 91           | 94           | 94           | 91           | 105              | 108              | 108              | 108              | 119   |
| 4                                   | Rusmeris Villar       | Colombie                  | A      | 52.59 | 87           | 87           | 90           | 87           | 105              | 109              | 112              | 109              | 196   |
| 5                                   | Aleksandra Klejnowska | Pologne                   | A      | 52.67 | 83           | 84           | 86           | 84           | 108              | 112              | 113              | 112              | 196   |
| 6                                   | Nguyen Thi Thuy       | Viêt Nam                  | B      | 52.23 | 80           | 84           | 85           | 85           | 110              | 110              | 115              | 110              | 195   |
| 7                                   | Yu Weili              | Hong Kong                 | B      | 52.95 | 86           | 86           | 90           | 90           | 105              | 110              | 110              | 105              | 195   |
| 8                                   | Inmara Henríquez      | Venezuela                 | B      | 52.84 | 78           | 81           | 81           | 81           | 107              | 110              | 113              | 113              | 194   |
| 9                                   | Julia Rohde           | Allemagne                 | B      | 52.45 | 83           | 85           | 87           | 85           | 105              | 108              | 110              | 108              | 193   |
| 10                                  | Joanna Łochowska      | Pologne                   | A      | 52.57 | 84           | 87           | 87           | 84           | 104              | 107              | 110              | 107              | 191   |
| 11                                  | Kanae Yagi            | Japon                     | B      | 52.36 | 82           | 82           | 85           | 82           | 105              | 109              | 109              | 109              | 191   |
| 12                                  | Dika Toua             | Papouasie-Nouvelle-Guinée | B      | 52.48 | 75           | 79           | 79           | 79           | 95               | 100              | 100              | 95               | 174   |
| 13                                  | Helena Wong           | Singapour                 | B      | 52.31 | 55           | 59           | 61           | 61           | 67               | 71               | 73               | 73               | 134   |
| –                                   | Aylin Dasdelen        | Turquie                   | A      | 52.91 | 91           | 91           | 91           | 91           | 124              | 129              | —                | —                | Abd   |
| –                                   | Yuderqui Contreras    | République dominicaine    | A      | 52.95 | 94           | 94           | 94           | —            | —                | —                | —                | —                | Abd   |
| –                                   | Zhou Jun              | Chine                     | B      | 52.80 | 95           | 95           | 95           | —            | —                | —                | —                | —                | Abd   |
| DSQ                                 | Zulfiya Chinshanlo    | Kazakhstan                | A      | 52.70 | 92           | 92           | 95           | —            | 125              | 131              | 135              | —                | —     |
| DSQ                                 | Cristina Iovu         | Moldavie                  | A      | 52.79 | 95           | 99           | 99           | —            | 115              | 120              | 125              | —                | —     |